# Simon Pegg
Simon John Pegg (họ trước đây là Beckingham; sinh ngày 14 tháng 2 năm 1970) là một diễn viên người Anh, là danh hài, biên kịch, nhà sản xuất, ca sĩ, và đạo diễn. Anh được biết đến nhiều nhất với vai trò đồng biên kịch và đóng vai chính trong bộ ba phim Three Flavours Cornetto: Shaun of the Dead (2004), Hot Fuzz (2007), và The World's End (2013), đồng thời trong sê-ri phim hài Spaced (1999–2001), tất cả đều được đạo diễn bởi bạn anh Edgar Wright.
Pegg cũng đóng vai Montgomery Scott trong Star Trek (2009) và phần hai của nó Star Trek Into Darkness (2013), Thompson trong The Adventures of Tintin: The Secret of the Unicorn (2011), và Benji Dunn trong loạt phim Mission: Impossible (2006–hiện tại). Anh thường làm việc với Wright, Nick Frost, Jessica Hynes, và Dylan Moran.

## Tuổi thơ
Pegg lớn lên ở Brockworth, Gloucestershire, con trai của Gillian Rosemary (họ thời con gái là Smith), là viên chức, và John Henry Beckingham, một nghệ sĩ nhạc jazz và cũng là một người bán đàn. Bố mẹ anh li dị khi anh lên bảy và anh đã lấy họ của bố dượng (Pegg) sau khi mẹ anh tái hôn. Pegg học rất nhiều trường, trong đó có Castle Hill Primary School, Brockworth Comprehensive Secondary School và The King's School, Gloucester.
Pegg chuyển đến Stratford-upon-Avon khi anh 16 tuổi và học chuyên ngành Văn Học và Sân khấu Anh tại trường Stratford-upon-Avon College. Anh tốt nghiệp University of Bristol năm 1991 với bằng cử nhân ngành Sân khấu, Phim và Truyền hình và có chủ đề luận văn tốt nghiệp là "Quan điểm của Marxist về điện ảnh những năm 1970s và đàm thoại về giai cấp thống trị". Trong lúc đó, anh cũng đóng một vai trong vở kịch hài "David Icke và những đứa trẻ mồ côi của Jesus", cùng với David Walliams, Dominik Diamond, Myfanwy Moore, Barnaby Power, và Jason Bradbury.

## Sự nghiệp
Pegg xuất hiện từ nhỏ trên các chương trình TV và phim bao gồm Asylum, Six Pairs of Pants, Faith in the Future, Big Train và Hippies. Giữa năm 1998 và 2004, Pegg thường xuyên xuất hiện trên chương trình của BBC Radio 4 The 99p Challenge. Pegg còn xuất hiện trong chương trình nhỏ Band of Brothers và những chương trình hài kịch Black Books, Brass Eye và I'm Alan Partridge; và các phim The Parole Officer, 24 Hour Party People, và Guest House Paradiso. Anh đóng nhiều vai trong show diễn của Steve Coogan năm 1998 The Man Who Thinks He's It.

## Đời sống
Pegg cưới bạn gái lâu năm Maureen McCann, một người đại diện phát ngôn trong ngành công nghiệp âm nhạc, vào ngày 23 tháng 7 năm 2005 ở Glasgow. Nick Frost là phù rể của anh trong đám cưới. Hai người có một đứa con với nhau, tên Matilda (sinh năm 2009).

## Phim
| Năm           | Phim                                                  | Vai                       | Ghi chú                                      |
| ------------- | ----------------------------------------------------- | ------------------------- | -------------------------------------------- |
| 1999          | Tube Tales                                            | Clerk                     | Phân đoạn: "Steal Away"                      |
| 1999          | Guest House Paradiso                                  | Ông Nice                  |                                              |
| 2001          | The Parole Officer                                    | Deflated Husband          |                                              |
| 2002          | 24 Hour Party People                                  | Paul Morley               |                                              |
| 2004          | Shaun of the Dead                                     | Shaun Riley               | Đồng biên kịch                               |
| 2005          | The League of Gentlemen's Apocalypse                  | Peter Cow                 |                                              |
| 2005          | Land of the Dead                                      | Photo Booth Zombie        |                                              |
| 2006          | Nhiệm vụ bất khả thi 3                                | Benji Dunn                |                                              |
| 2006          | Big Nothing                                           | Gus                       |                                              |
| 2006          | Free Jimmy                                            | Odd                       | Lồng tiếng Biên kịch cho phiên bản tiếng Anh |
| 2007          | Grindhouse                                            | Cannibal                  | Phân đoạn: "Don't"                           |
| 2007          | The Good Night                                        | Paul                      |                                              |
| 2007          | Hot Fuzz                                              | Sgt. Nicholas Angel       | Đồng biên kịch                               |
| 2007          | Mất lực vì yêu                                        | Dennis Doyle              | Đống biên kịch                               |
| 2007          | Nhật ký tử thần                                       | Newsreader                | Lồng tiếng Khách mời                         |
| 2008          | How to Lose Friends and Alienate People               | Sidney trẻ                |                                              |
| 2009          | Star Trek                                             | Montgomery "Scotty" Scott |                                              |
| 2009          | Kỷ băng hà 3: Khủng long thức giấc                    | Buck                      | Lồng tiếng                                   |
| 2010          | Burke and Hare                                        | William Burke             |                                              |
| 2010          | Biên niên sử Narnia: Hành trình trên tàu Dawn Treader | Reepicheep                | Lồng tiếng                                   |
| 2011          | Paul                                                  | Graeme Willy              | Đồng biên kịch                               |
| 2011          | Scrat's Continental Crack-up                          | Buck                      | Lồng tiếng Phim ngắn                         |
| 2011          | Những cuộc phiêu lưu của Tintin                       | Thompson                  | Lồng tiếng                                   |
| 2011          | Điệp vụ bất khả thi: Chiến dịch bóng ma               | Benji Dunn                |                                              |
| 2011          | The Death and Return of Superman                      | John Landis               | Phim ngắn                                    |
| 2012          | A Fantastic Fear of Everything                        | Jack                      | Nhà điều hành sản xuất                       |
| 2013          | Star Trek: Chìm trong bóng tối                        | Montgomery "Scotty" Scott |                                              |
| 2013          | The World's End                                       | Gary King                 | Đồng biên kịch, điều hành sản xuất           |
| 2014          | Cuban Fury                                            | Mondeo Driver             | Khách mời, không được công nhận              |
| 2014          | Hector and the Search for Happiness                   | Hector                    |                                              |
| 2014          | Kill Me Three Times                                   | Charlie Wolfe             |                                              |
| 2014          | Hội quái hộp                                          | Hebert Trubshaw           | Lồng tiếng                                   |
| 2015          | Man Up                                                | Jack                      | Nhà điều hành sản xuất                       |
| 2015          | Nhiệm vụ bất khả thi: Quốc gia bí ẩn                  | Benji Dunn                |                                              |
| 2015          | Cầu được ước thấy                                     | Neil Clarke               |                                              |
| 2015          | Chiến tranh giữa các vì sao: Thần lực thức tỉnh       | Unkar Plutt               |                                              |
| 2016          | Kỷ băng hà: Trời sập                                  | Buck                      | Lồng tiếng                                   |
| 2016          | Star Trek: Không giới hạn                             | Montgomery "Scotty" Scott | Đồng biên kịch                               |
| 2018          | The Cloverfield Paradox                               | Radio Voice               | Lồng tiếng                                   |
| 2018          | Ready Player One: Đấu trường ảo                       | Ogden "Og" Morrow         |                                              |
| 2018          | Terminal                                              | Bill                      |                                              |
| 2018          | Nhiệm vụ bất khả thi: Sụp đổ                          | Benji Dunn                |                                              |
| 2018          | Slaughterhouse Rulez                                  | Meredith Houseman         | Cũng là nhà sản xuất                         |
| 2019          | Lost Transmissions                                    | Theo Ross                 |                                              |
| Được xác nhận | Inheritance                                           | Morgan                    | Hậu kỳ                                       |